# 自觉群体
自觉群体是指消费者根据自身条件（如年龄、性别、民族、地域、职业等因素）主观上把自己划分为某个群体，如工人俱乐部，老年健康协会等）
自觉群体对成员无约束力，是成员个体的一种自觉行为，一般他们能够自觉地遵守自己的行为，以符合群体的规范。自觉群体对增强消费者的趋同心理和从众心理具有明显的影响。